# Friedrich Gottlieb Barth
Pour les articles homonymes, voir Barth (homonymie).
Friedrich Gottlieb Barth, né à Wittemberg le 3 août 1738 et mort à Schulpforte le 6 octobre 1794, est un pédagogue, philologue et biographe allemand.

## Biographie
Fils d'un boulanger de Wittemberg, il se distingua suffisamment tôt par ses dispositions pour le latin pour qu'on l'envoie poursuivre des études à l'école régionale de St-Augustin-in-Grimma (1750-1758) puis à l'université de Wittemberg où il obtint une maîtrise de philosophie (29 avril 1761). D'abord co-recteur de l'école communale de Wittemberg (1764), il obtint en 1767 un poste de professeur de langues étrangères à l'École régionale de Pforta, dont il devint bientôt l'un des piliers. Là, il fit la connaissance de la dernière fille du chef de chœur, Friederica-Dorothea Geissler, qu'il épousa le 6 octobre 1767 et qui devait lui donner 13 enfants (dont l'un mourut en bas âge).
D'après les témoignages contemporains, ce fut un professeur exceptionnel, maîtrisant suffisamment les langues anciennes pour en dispenser un enseignement vivant et complet. Barth donna des éditions critiques de Properce, des poèmes anacréontiques, de Catulle.
Outre le latin et le grec, il connaissait plusieurs langues orientales, ainsi que le français, l’anglais, l’italien et l’espagnol. Il dispensait d’ailleurs des cours particuliers en anglais et italien qui lui apportaient un complément de revenus substantiel. Il composa plusieurs grammaires, qui restèrent à usage exclusif de la Schulpforte, à l'exception de ses grammaires d'espagnol (qui connut plusieurs éditions : 1778, 1788, 1797, 1807) et d’anglais. Il publia également une chrestomathie de l’anglais.
Il eut parmi ses élèves Karl August Böttiger, Christoph Wilhelm Mitscherlich et Heinrich Karl Eichstädt, dont il influença l'orientation de façon décisive. En 1781, Barth fut élu co-recteur, puis, avec le départ de Johann-Gottfried Geissler (27 avril 1787), recteur en titre de la prestigieuse Schulpforta ; mais il entrait en fonctions à un moment où les méthodes pédagogiques de cet établissement commençaient à faire l'objet de sérieuses critiques dans la presse allemande. Puis en 1790 une longue maladie commença à épuiser ses forces, et il se plaignit même de pertes de mémoire. En septembre 1794, pris d'une crise subite le premier jour des examens d’automne, il dut interrompre pour une semaine son travail. Il récupéra suffisamment vite pour pouvoir procéder lui-même à la remise des prix et reprendre ses fonctions d'administrateur.
Mais le 27 septembre les crises reprirent de plus belle, le clouant définitivement au lit : il fut emporté le 6 octobre 1794. Quelques jours plus tôt, il avait pu rédiger son testament, par lequel il recommandait sa famille aux bons soins de ses amis et anciens élèves ; et en effet, une collecte organisée auprès des élèves de l'école rassembla bientôt la somme de 100 thalers, tandis que le plus prestigieux de ses anciens élèves, le conseiller Döring, prenait en charge l'éducation de son plus jeune fils. Friedrich-Gottlieb Barth fut inhumé dans le cimetière de la chapelle de l'école le 10 octobre 1794.